# Tony Dawe
Tony Dawe (* 26. September 1940) ist ein britischer Tonmeister.

## Leben
Dawe begann seine Karriere Ende der 1950er Jahre als Tontechniker bei den Abbey Road Studios. 1967 begann er beim britischen Fernsehen; im selben Jahr arbeitete er an seinem ersten Spielfilm, Half a Sixpence von Regisseur George Sidney. Neben zahlreichen Spielfilmen arbeitete er zwischen 1969 und 1978 auch an der populären Krimiserie Die Füchse. 1983 wirkte er als Tonmeister an George Lucas’ Die Rückkehr der Jedi-Ritter mit, hierfür erhielt er 1984 seine erste Oscar-Nominierung in der Kategorie Bester Ton sowie die erste Nominierung für den BAFTA Film Award in der Kategorie Bester Ton. Bis 1990 war Dawe insgesamt viermal für den Oscar nominiert: 1988 für Das Reich der Sonne, 1989 für Falsches Spiel mit Roger Rabbit und 1990 für Indiana Jones und der letzte Kreuzzug. Auch für den BAFTA Film Award war er insgesamt viermal nominiert, neben Die Rückkehr der Jedi-Ritter für Das Reich der Sonne, Batman und Indiana Jones und der letzte Kreuzzug. Einzig den BAFTA Film Award 1989 für Das Reich der Sonne konnte er hiervon gewinnen. Für sein Wirken an Fernsehproduktionen war Dawe zweimal für den Primetime Emmy nominiert. Er war zudem viermal für den BAFTA TV Award nominiert. 1992 konnte er die Auszeichnung für die Fernsehserie Inspector Morse entgegennehmen.

## Filmografie (Auswahl)
- 1968: Oliver (Oliver!)
- 1969: Mackenna’s Gold (MacKenna’s Gold)
- 1971: Das Grab der blutigen Mumie (Blood from the Mummy's Tomb)
- 1981: Der Drachentöter (Dragonslayer)
- 1983: Die Rückkehr der Jedi-Ritter (Return of the Jedi)
- 1985: Das Geheimnis des verborgenen Tempels (Young Sherlock Holmes)
- 1985: Hilfe, die Amis kommen (National Lampoon’s European Vacation)
- 1986: Highlander – Es kann nur einen geben (Highlander)
- 1987: Das Reich der Sonne (Empire of the Sun)
- 1988: Falsches Spiel mit Roger Rabbit (Who Framed Roger Rabbit)
- 1989: Batman
- 1989: Indiana Jones und der letzte Kreuzzug (Indiana Jones and the Last Crusade)
- 1992: Alien 3 (Alien³)
- 1995: Sinn und Sinnlichkeit (Sense & Sensibility)
- 1999: Sleepy Hollow
- 2002: About a Boy oder: Der Tag der toten Ente (About a Boy)
- 2005: Charlie und die Schokoladenfabrik (Charlie and the Chocolate Factory)
- 2007: Sweeney Todd – Der teuflische Barbier aus der Fleet Street (Sweeney Todd: The Demon Barber of Fleet Street)
- 2008: Die Mumie: Das Grabmal des Drachenkaisers (The Mummy: Tomb of the Dragon Emperor)
- 2010: Robin Hood
- 2015: Mortdecai – Der Teilzeitgauner (Mortdecai)

## Nominierungen & Auszeichnungen (Auswahl)

### Oscar
- 1984: Oscar-Nominierung in der Kategorie Bester Ton für Die Rückkehr der Jedi-Ritter
- 1988: Oscar-Nominierung in der Kategorie Bester Ton für Das Reich der Sonne
- 1989: Oscar-Nominierung in der Kategorie Bester Ton für Falsches Spiel mit Roger Rabbit
- 1990: Oscar-Nominierung in der Kategorie Bester Ton für Indiana Jones und der letzte Kreuzzug

### BAFTA Film Award
- 1984: BAFTA-Film-Award-Nominierung in der Kategorie Bester Ton für Die Rückkehr der Jedi-Ritter
- 1989: BAFTA Film Award in der Kategorie Bester Ton für Das Reich der Sonne
- 1990: BAFTA-Film-Award-Nominierung in der Kategorie Bester Ton für Batman
- 1990: BAFTA-Film-Award-Nominierung in der Kategorie Bester Ton für Indiana Jones und der letzte Kreuzzug